# Giorno dei pugnali
Il giorno dei pugnali è un termine utilizzato nella storiografia per identificare gli eventi accaduti il 28 febbraio 1791, a Palazzo delle Tuileries, a Parigi. In tale contesto, centinaia di nobili armati di coltelli e pugnali, si recarono al palazzo reale per difendere il re Luigi XVI, mentre il Marchese de Lafayette e la Guardia Nazionale erano a Vincennes per domare una rivolta.

## Contesto
A partire dalla seconda metà del 1789, le rivolte divennero un evento comune a Parigi. I parigini esprimevano il loro malcontento nei confronti dell'Assemblea nazionale o di un suo atto, scendendo in piazza e provocando violente rivolte. La violenza a Parigi provocò l'emigrazione di numero crescente di membri della nobiltà che lasciarono la città per cercare aiuti stranieri o per provocare insurrezioni controrivoluzionarie nelle province del sud. L'emigrazione francese (1789-1815) fu un movimento di massa di migliaia di francesi che conteneva diverse classi socioeconomiche, sebbene fosse iniziata principalmente con una migrazione di membri del primo e del secondo stato, il clero e la nobiltà. La violenza a Parigi fu una ragione immediata per la loro partenza dalle vicinanze, ma la ragione era che fondamentalmente non erano d'accordo con l'eliminazione del vecchio ordine che offriva il privilegio a cui la nobiltà si era abituata.
Tra i nobili emigranti c'erano le zie del re Luigi XVI: Madame Adelaide di Borbone e Madame Vittoria di Borbone. Le due Mesdames credeva che fosse loro dovere cercare la salvezza vicino al papa e il 19 febbraio 1791 partirono per un pellegrinaggio a Roma. Tuttavia furono fermati dal comune di Arnay le Duc. L'Assemblea nazionale ha tenuto un lungo dibattito sulla partenza delle Madame che è stata conclusa solo dallo statista Jacques-François de Menou che scherza sulla preoccupazione dell'Assemblea per le azioni di "due donne anziane". A Mesdames fu quindi permesso di continuare il viaggio.
Si diffuse la voce che il re e la regina avrebbero presto seguito l'esempio di Mesdames e sarebbero fuggiti da Parigi. Il 24 febbraio 1791 un folto gruppo di manifestanti allarmati e confusi andò al Palazzo delle Tuileries dove risiedeva il re, cercando di presentare una petizione per ricordare le sue zie. Il sindaco di Parigi, Jean Sylvain Bailly, tentò di fungere da intermediario offrendo di consentire a un contingente più piccolo di 20 delegati di vedere il re nel Palazzo. Tuttavia, la Guardia Nazionale guidata da La Fayette rimase ferma nell'impedire a chiounque di entrare nel Palazzo e, dopo tre ore di stallo, la folla si disperse.

## Il giorno dei pugnali
Mentre l'idea della cospirazione del re per lasciare la Francia cresceva, il comune di Parigi votò per ripristinare i sotterranei del Castello di Vincennes per accogliere più prigionieri. Tuttavia si diffuse la voce che il ripristino dei sotterranei del Castello di Vincennes fosse funzionale a creare un passaggio sotterraneo tra le Tuileries e il castello come via di fuga. Improvvisamente la gente credette che il restauro fosse parte di una cospirazione per mascherare il passaggio e consentire al re di lasciare segretamente la Francia. Così il 28 febbraio 1791 operai dei faubourg armati di picconi e lucci seguirono il comando di Antoine Joseph Santerre a Vincennes per demolire la prigione. Lo scopo di questi operai era di impedire al re di fuggire attraverso il castello e di smantellare "l'ultima istituzione rimasta del Paese".
Mentre Lafayette condusse un contingente della Guardia Nazionale a Vincennes per reprimere la rivolta lì, molti nobili si preoccuparono della sicurezza del re con l'assenza della guardia. Preoccupati per una cospirazione giacobina per l'omicidio della famiglia reale e della corte, centinaia di giovani nobili, armati di pugnali e coltelli, andarono alle Tuileries per difendere il re. Tuttavia gli altri ufficiali della Guardia Nazionale iniziarono a sospettare che i nobili armati arrivassero come parte di una controrivoluzione. Lafayette lasciò rapidamente Vincennes e tornò al Palazzo delle Tuileries per disarmare i nobili. I nobili resistettero fino a quando il re, che voleva evitare un grave conflitto, chiese di depositare le armi con la promessa che le loro armi sarebbero state restituite il giorno successivo. I nobili alla fine cedettero e lasciarono le Tuileries dopo essere stati perquisiti, derisi e maltrattati dalla Guardia Nazionale.
Il giorno seguente Lafayette pubblicò un proclama sui muri della capitale che informava la Guardia Nazionale che non era più permesso alle Tuileries di ammettere "uomini di uno zelo giustamente sospetto". Le armi confiscate dei nobili furono sequestrate dai soldati e vendute.

## Conseguenze
Il conflitto del 28 febbraio, in seguito considerato il giorno dei pugnali, umiliava i monarchici che erano venuti alle Tuileries per difendere il re. Le azioni specifiche di Lafayette il giorno dopo riaffermarono la voce secondo cui i nobili avevano pianificato di portare via il re, creando così la leggenda della cospirazione dei "Cavalieri del pugnale". I cavalieri del Pugnale furono usati nelle immagini di propaganda dei costituzionalisti. Un particolare cartone animato intitolato "Il disarmo della buona nobiltà" dell'incisore Villeneuve mostrava la "forma esatta" dei famigerati pugnali usati: un pugnale deformato con iscrizioni che affermavano che la lama era forgiata dagli aristocratici e che i monarchici erano stati sviati dai sacerdoti.
Inoltre, il rispetto e il potere del re Luigi XVI furono ulteriormente ridotti dalle sue azioni in quel giorno. I realisti si sentirono traditi dal suo schierarsi con la Guardia Nazionale mentre la stampa radicale trasformò gli eventi come un tentativo fallito di una controrivoluzione. [10] Si pensa che questo incidente abbia contribuito a cementare la decisione del re di fuggire da Parigi il 20 giugno 1791, a causa della sua insoddisfazione per il suo potere calante, aumento delle restrizioni poste su di lui e il suo disaccordo con l'Assemblea nazionale sul tema dei sacerdoti cattolici.